# Bowlus 1-S-2100 Senior Albatross
Il Bowlus 1-S-2100 Senior Albatross era un aliante monoposto sviluppato dall'azienda statunitense Bowlus Sailplane Company Ltd. negli anni trenta.

## Storia

### Sviluppo
Negli anni trenta il progettista William Hawley Bowlus, titolare anche dell'azienda di costruzioni aeronautiche che portava il suo nome, decise di sviluppare una nuova serie di alianti basandosi sul precedente progetto chiamato Bowlus Super Sailplane, un modello realizzato nel 1932 a sua volta ispirato dagli alianti ad alte prestazioni di concezione tedesca. Il Super Sailplane venne costruito da un gruppo di studenti del Curtiss-Wright Technical Institute di Glendale (California), coordinato da Bowlus e Martin Schempp, quest'ultimo progettista dei Göppingen Gö 1 Wulf e Gö 3 Minimoa, che ne furono docenti.
Il Super Sailplane riproponeva il profilo alare del Kronfeld Wien, progettato a condotto da Robert Kronfeld nei primi anni trenta, e che risultava essere molto simile all'aliante tedesco. L'unico prototipo servì per sviluppare il Senior Albatross che introduceva un'altra similitudine con un veleggiatore tedesco, il modello 272 Fafnir di Alexander Lippisch, molto simile nella zona della cabina di pilotaggio.